# Ceropegia fusiformis
Ceropegia fusiformis är en oleanderväxtart som beskrevs av Nicholas Edward Brown. Ceropegia fusiformis ingår i släktet Ceropegia och familjen oleanderväxter. Inga underarter finns listade i Catalogue of Life.